# ترافيس دوكينز
ترافيس دوكينز (بالإنجليزية: Travis Dawkins)‏ هو لاعب كرة قاعدة أمريكي، ولد في 12 مايو 1979 في نيوبيري في الولايات المتحدة.

## وصلات خارجية
- ترافيس دوكينز على موقعبيزبول رفرنس.كوم (الدوري الرئيسي) (الإنجليزية)
- ترافيس دوكينز على موقعبيزبول رفرنس.كوم (الدوري الثانوي) (الإنجليزية)
- ترافيس دوكينز على موقع أوليمبيديا (الإنجليزية)